# Günter Worch
Günter Worch (Charlottenburg, Berlim, 13 de setembro de 1895 – Munique, 23 de julho de 1981) foi um engenheiro civil alemão.

## Formação e carreira
Worch estudou engenharia civil na TH Charlottenburg de 1914 a 1920. Nesse meio tempo foi soldado na Primeira Guerra Mundial de 1914 a 1918, onde foi ferido em 1916 e perdeu um braço. Trabalhou então para a empresa de construção em aço Breest & Co. em Berlim e no escritório de engenharia Mensch, onde trabalhou em várias estruturas de aço em Berlim antes de se tornar assistente científico na Universidade Técnica de Darmstadt em 1922. Lá obteve um doutorado em 1923 (Der durchlaufende Träger mit Gelenken (Bauart Breest)) e completou a habilitação em 1925 (Studien zur Berechnung und Konstruktion mehrstieliger Stockwerkrahmen, publicado em Der Bauingenieur, 1925). Foi depois Privatdozent e, a partir de 1931, professor associado de engenharia estrutural na TH Darmstadt. De 1933 a 1935 foi engenheiro-chefe no escritório de engenharia Mensch em Berlim. Em 1935 foi professor titular de engenharia estrutural e construção em aço na Universidade Técnica de Munique.